# Michael Meyer
Pour les articles homonymes, voir Meyer.
Michael Meyer, né le 1er septembre 1992 à Johannesbourg, est un nageur sud-africain. 

## Carrière
Michael Meyer est médaillé d'or du 4 x 200 mètres nage libre, médaillé d'argent du 200 mètres quatre nages ainsi que médaillé de bronze du 100 mètres dos et du 100 mètres brasse aux Championnats d'Afrique de natation 2012 à Nairobi. 
Il participe ensuite aux Jeux olympiques de 2016 à Rio de Janeiro, où il est éliminé en séries du 400 mètres quatre nages.